# 559 Nanon
559 Nanon је астероид главног астероидног појаса са пречником од приближно 79,82 km.
Афел астероида је на удаљености од 2,891 астрономских јединица (АЈ) од Сунца, а перихел на 2,532 АЈ.
Ексцентрицитет орбите износи 0,066, инклинација (нагиб) орбите у односу на раван еклиптике 9,305 степени, а орбитални период износи 1631,338 дана (4,466 године).
Апсолутна магнитуда астероида је 9,36 а геометријски албедо 0,050.
Астероид је откривен 8. марта 1905. године.